# Heinrich Gerber (Bauingenieur)

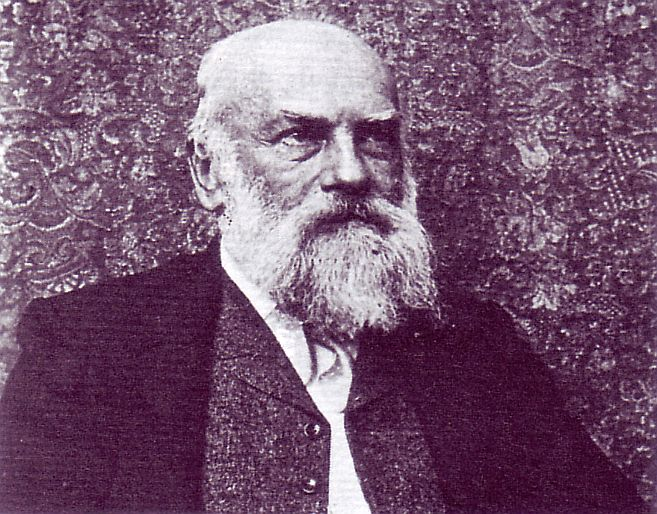
Heinrich Gerber

Heinrich Gerber (* 18. November 1832 in Hof; † 3. Januar 1912 in München; vollständiger Name: Johann Gottfried Heinrich Gerber) war ein deutscher Bauingenieur und Erfinder des Gerberträgers.

## Leben

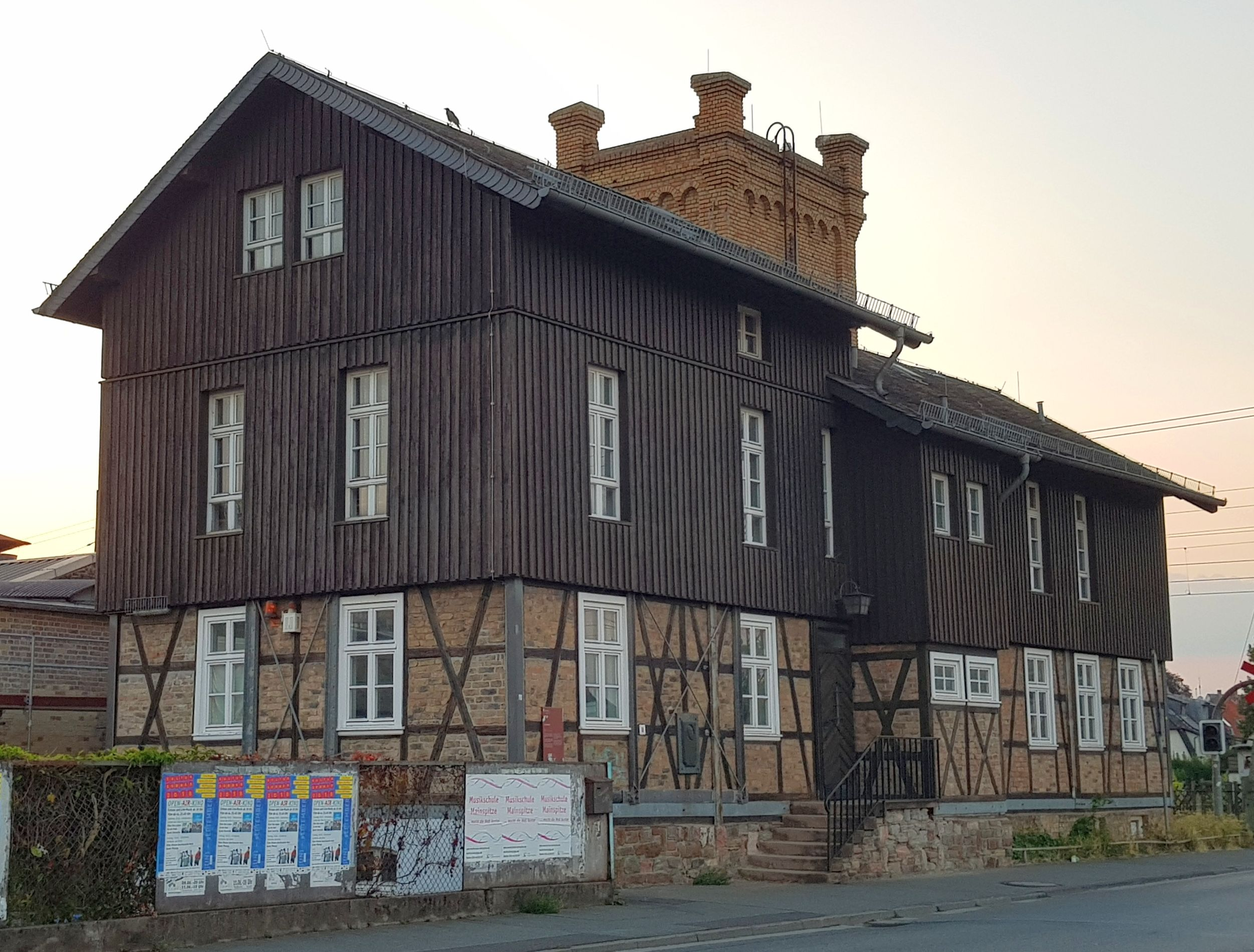
Das „Gerber-Haus“ (1861) war das „Brückenbaubüro“ des Montageplatzes mit Büroräumen und Zeichensälen in Gustavsburg.

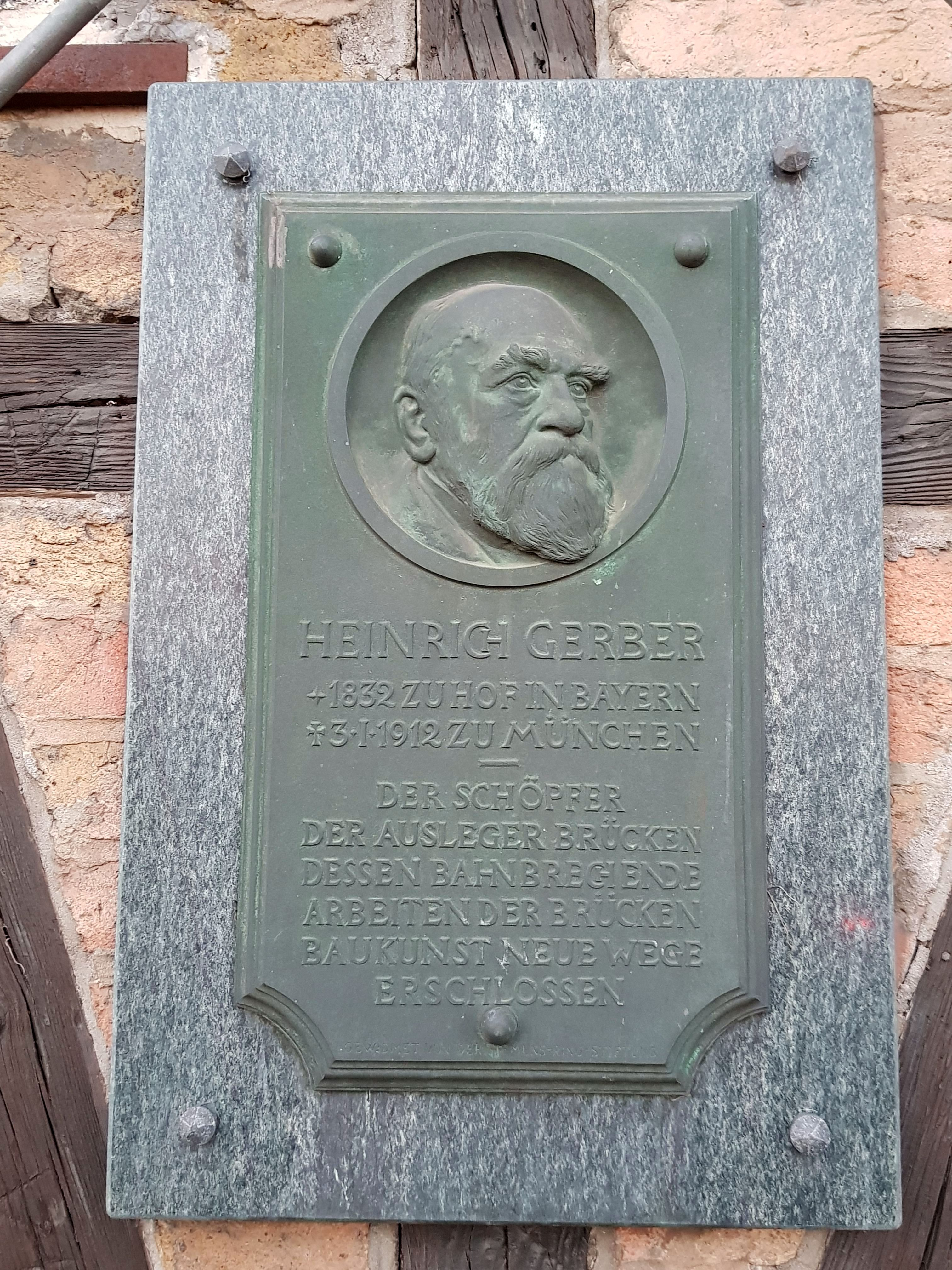
Gedenktafel

Gerber studierte an der Polytechnischen Schule Nürnberg und der Polytechnischen Schule München. 1852 trat er in den Bayerischen Staatsbaudienst ein und arbeitete zunächst an der Bahnstrecke Bayreuth–Neuenmarkt. Anfang 1854 wurde er als Gehilfe der Bauleitung der Großhesseloher Brücke eingesetzt und im Sommer 1855 in die Verwaltung der Königlich Bayerischen Staatseisenbahnen in München übernommen, wo er an den Planungsarbeiten für diese Brücke mitwirkte. Nach dem Examen für den höheren Staatsbaudienst im Jahre 1856 wurde ihm die Bauleitung der Großhesseloher Brücke übertragen, deren Entwurf von Friedrich August von Pauli stammte und die von diesem entwickelten Linsenträger (Pauli-Träger) vorsah. Ausführendes Unternehmen war die Eisengießerei und Maschinenfabrik Klett & Comp. in Nürnberg. Die Ausführungspläne für die Brücke wurden in enger Zusammenarbeit zwischen von Pauli, Johann Ludwig Werder, dem Direktor von Klett, und Gerber erstellt. Nach der Fertigstellung der Brücke im Jahre 1857 wurde er im Sommer 1858 von Theodor von Cramer-Klett und Werder mit von Paulis Zustimmung als leitender Ingenieur der Brückenbauabteilung der Maschinenfabrik Klett in Nürnberg berufen. Dort führte er zahlreiche Versuche und Berechnungen über Nieten und Bolzen in Fachwerkträgern durch.
1859 erhielt das Unternehmen den Auftrag für den Bau der Eisenbahnbrücke über den Rhein bei Mainz. Aus logistischen Gründen wurde beschlossen, die Brückenteile in einem provisorischen Werk nahe der Baustelle in Gustavsburg herzustellen, da eine beträchtliche Menge Walzeisen aus dem Saarland und dem Niederrhein zuerst nach Nürnberg und dann wieder als fertige Brückenteile zurück nach Gustavsburg hätten transportiert werden müssen. Durch Anschlussaufträge wandelte sich das „Provisorium“ in eine ständige Niederlassung bzw. ein Zweigwerk der Eisengießerei und Maschinenfabrik Klett & Comp. Daraus entstand das MAN Werk Gustavsburg, als dessen Gründer Gerber gilt.
Gerber verlegte 1860 mit seiner Familie seinen Wohnsitz zu dem Werk nach Gustavsburg, um die Herstellung und Errichtung der Brücke bis zu ihrer Fertigstellung 1863 zu leiten.
In seiner anschließenden Zeit in Nürnberg befasste er sich mit Arbeiten an Durchlaufträgern, die durch die Einschaltung von Gelenken statisch bestimmt werden und sich dadurch einfacher berechnen lassen. 1866 erhielt er dafür das bayerische Patent Balkenträger mit freiliegenden Stützpunkten. Schon 1867 wurde dieser Träger erstmals ausgeführt bei der Sophienbrücke über die Regnitz in Bamberg und bei der Mainbrücke in Haßfurt. Diese Konstruktionsweise verbreitete sich rasch und wurde weltweit als Gerberträger bekannt.

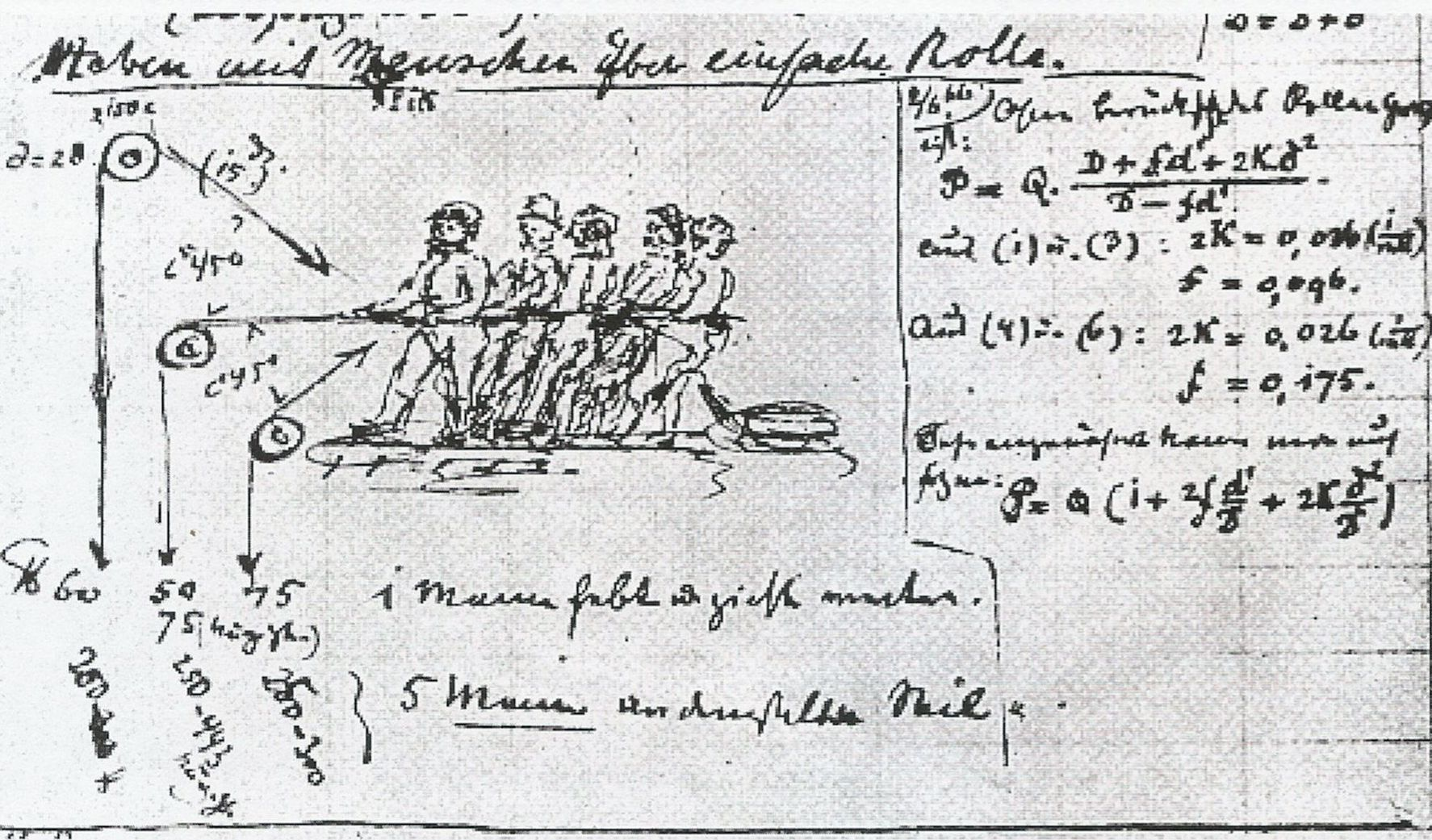
Tagebucheintrag Gerbers 1866

1868 ging Gerber wieder nach Gustavsburg, um den Bau für das zweite Gleis der Rheinbrücke zu leiten. Danach ließ er sich mit einem Büro in München nieder. Im Rahmen der Umwandlung des Nürnberger Stammhauses zur Maschinenbau-Actiengesellschaft Nürnberg, wurde 1873 das Werk in Gustavsburg und sein Münchner Büro zur Süddeutschen Brückenbau AG in München mit Gerber als Vorstand verselbständigt. In dieser Zeit befasste er sich unter anderem mit Entwicklungsarbeiten zu Knotenpunkten von Fachwerken, die anderen Aufgaben eines Vorstands lagen ihm weniger. Auf seinen eigenen Vorschlag ging diese Gesellschaft 1884 auf die Maschinenbau-Aktiengesellschaft Nürnberg (heute MAN) über. Gerber wurde dort Aufsichtsratsmitglied und technischer Beirat und widmete sich weiterhin seinen Forschungs- und Beratungstätigkeiten.
Heinrich Gerber war Mitglied des Vereins Deutscher Ingenieure (VDI) und Mitbegründer des im Jahr 1876 gegründeten Bayerischen Bezirksvereins des VDI. Er gilt als Begründer der Gustavsburger Schule im Stahlbau und Brückenbau.

## Bauwerke
- Südbrücke in Mainz

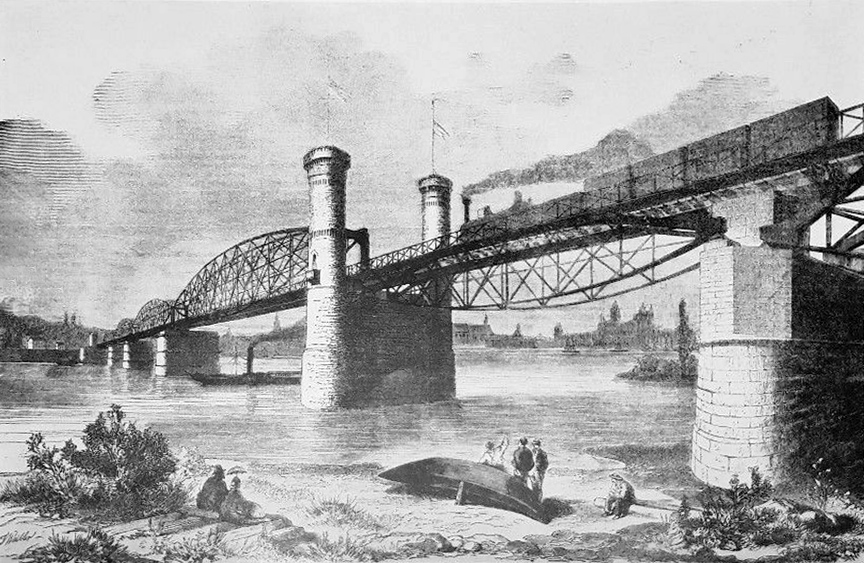
Südbrücke

- Straßenklappbrücke an der Bastion Nicolaus der Festung Mainz
- „Eisenbahn-Gegengewichtsklappe“ über die Einfahrt zum Winterhafen in Mainz
- Drehbrücke beim Fort Gustavsburg bei Mainz
- Entwurf und Bau der Marienbrücke bei Schloss Neuschwanstein, 1866
- „Donnerbrücke“ über den Main in Hassfurt (1866–1867)
- Ohetalbrücke bei Regen (-1877), vom Abriss bedroht
- Braunauer Eisenbahnbrücke in München
- Entwurf der Bahnhofshalle in Mainz (1883)

Insgesamt hat er am Bau von etwa 600 Brücken mitgewirkt.

## Ehrungen

Das Heinrich-Gerber-Denkmal in Hof

In Gerbers Geburtsstadt Hof erinnert eine Gedenktafel an den Ingenieur und den Gerberträger. Die gleiche Tafel wurde an der Sophienbrücke in Bamberg aufgestellt, die 1867 als erste als Gerberträger-Brücke errichtet worden war – die Tafel steht heute am Nach-Nachfolgebau, der Luitpoldbrücke.
Gerber erhielt außerdem viele Ehrungen wie zwei Ritterkreuze, Ehrenmitgliedschaften und 1902 die Ehrendoktorwürde der Technischen Hochschule München. 1911 wurde ihm die goldene Medaille für hervorragende Ingenieurleistungen der Preußischen Akademie des Bauwesens verliehen. 1935 wurde auch ein Arbeitsdienstlager in Trogen nach ihm benannt.
In der Cramer-Klett-Siedlung in Gustavsburg ist eine Straße nach ihm benannt.

## Schriften
- Das Paulische Trägersystem. Nürnberg 1859.
- Die Rheinbrücke bei Mainz. Mainz 1863.
- Die Berechnung der Brückenträger nach System Pauli. In: Zeitschrift des Vereins Deutscher Ingenieure, ZDB-ID 200611-x, 1865.
- Träger mit freiliegenden Stützpunkten. In: Zeitschrift des Bayerischen Architekten- und Ingenieur-Vereins, ZDB-ID 163830-0, 1870.
- Bestimmung der zulässigen Spannungen in Eisenkonstruktionen. 1874.
- Notizen über Eisenkonstruktionen mit Gelenkverbindungen. In: Zeitschrift für Baukunde, ZDB-ID 540201-3, 1882.
- Einsteighallen im Zentralbahnhof München. In: Organ für Fortschritte des Eisenbahnwesens, ZDB-ID 552263-8, 1887.